# Vièlhmur
Vièlhmur d'Agot (en francès Vielmur-sur-Agout) és un municipi francès situat al departament del Tarn i a la regió d'Occitània.

## Demografia
| 1962                                       | 1968 | 1975 | 1982 | 1990 | 1999  | 2004  |
| ------------------------------------------ | ---- | ---- | ---- | ---- | ----- | ----- |
| 831                                        | 910  | 835  | 849  | 996  | 1.062 | 1.077 |
| Des de 1962: població sense dobles comptes |      |      |      |      |       |       |

## Administració
| Període | Identitat       | Partit |
| ------- | --------------- | ------ |
| 2008-   | Catherine Rabou |        |